# Bistum Springfield
Das Bistum Springfield (lateinisch Dioecesis Campifontis, englisch Diocese of Springfield) ist eine in den Vereinigten Staaten gelegene römisch-katholische Diözese mit Sitz in Springfield, Massachusetts.

## Geschichte
Das Bistum Springfield wurde am 14. Juni 1870 durch Papst Pius IX. mit der Apostolischen Konstitution Ex commissi Nobis aus Gebietsabtretungen des Bistums Boston errichtet. Es wurde dem Erzbistum Boston als Suffraganbistum unterstellt. Am 14. Januar 1950 gab das Bistum Springfield Teile seines Territoriums zur Gründung des Bistums Worcester ab.

## Territorium
Das Bistum Springfield umfasst die im Bundesstaat Massachusetts gelegenen Gebiete Berkshire County, Franklin County, Hampden County und Hampshire County.

## Bischöfe von Springfield
- Patrick Thomas O’Reilly, 1870–1892
- Thomas Daniel Beaven, 1892–1920
- Thomas Mary O’Leary, 1921–1949
- Christopher Joseph Weldon, 1950–1977
- Joseph Francis Maguire, 1977–1991
- John Aloysius Marshall, 1991–1994
- Thomas Ludger Dupré, 1995–2004
- Timothy Anthony McDonnell, 2004–2014
- Mitchell Thomas Rozanski, 2014–2020, dann Erzbischof von Saint Louis
- William Byrne, seit 2020